# Leuctra kempnyi
Leuctra kempnyi is een steenvlieg uit de familie naaldsteenvliegen (Leuctridae). De wetenschappelijke naam van de soort is voor het eerst geldig gepubliceerd in 1932 door Mosely.